# Molothrus ater
Molothrus ater là một loài chim trong họ Icteridae.